# María Peinado
María Peinado Bravo (Jaén, 8 de febrero de 1977) es una atleta española especialista en pruebas combinadas.

## Palmarés
- Campeona de España promesa de heptatlón (1998-1999)
- Campeona de España promesa de pentatlón en pista cubierta (1998)
- Campeona de España júnior de heptatlón (1995)
- Campeona de España júnior de pentatlón en pista cubierta (1995-1996)

### Campeonatos de España
- Campeona de España absoluta de heptatlón en 2001, 2003, 2004, 2005 y 2006
- Campeona de España absoluta de pentatlón en pista cubierta en 2000, 2001, 2002, 2003, 2004, 2005

## Mejores marcas
- Heptatlón: 5860 puntos en 2002 (récord de España hasta 2018)
- Pentatlón en pista cubierta: 4352 puntos en 2002 (récord de España hasta 2011)
- Decatlón: 6614 puntos en 2005 (mejor marca española de todos los tiempos)